# Provincia di Tripoli
Il Commissariato di Tripoli, ufficialmente chiamato Commissariato generale provinciale di Tripoli, venne istituito nel 1934 nella Libia italiana ed era diviso in 5 circondari:
- Tripoli
- Zawiya
- Sugh el Giumaa
- Nalut
- Garian

Nel 1943 venne completamente occupata dall'Armata britannica.

## Geografia

Tripoli, corso Vittorio Emanuele III, durante l'era coloniale

Comprendeva circa metà della Tripolitania e confinava a sud con il Territorio Militare del Sud, a nord con il Mediterraneo, a ovest con la Tunisia francese e a est col Commissariato di Misurata.
Il territorio era un bassopiano sempre più arido andando verso sud, dove confinava con il Territorio Militare del Sud in corrispondenza con l'altopiano del Gebel Nefusa, che raggiunge i 980 metri.

## Popolazione

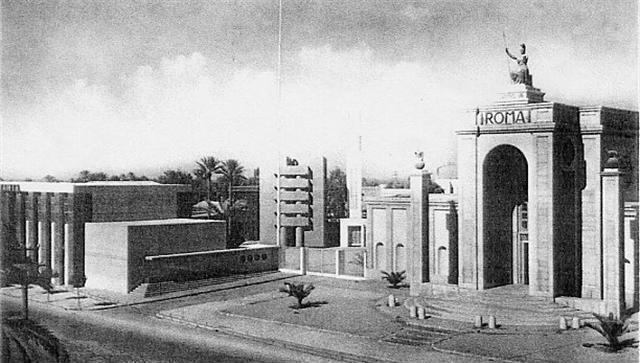
La Fiera internazionale di Tripoli

La popolazione indigena era in gran parte di arabi, con minoranze berbere, sudanesi, qualche migliaio di ebrei e alcuni maltesi sulla costa. Gli italiani colonizzarono le città costiere e si concentravano soprattutto a Tripoli, dove nel 1940 rappresentavano circa il 37% della popolazione.
Nel commissariato di Tripoli arrivarono tra il 1938 e il 1939 migliaia di italiani chiamati "ventimilli", e fondarono alcuni villaggi agricoli come "Bianchi", "Giordani", "Oliveti" e "Marconi".
I dati sulla popolazione secondo il Censimento Italiano della Libia del 1939.
| Città         | Abitanti | Italiani | Note                                                                                      |
| ------------- | -------- | -------- | ----------------------------------------------------------------------------------------- |
| Tripoli       | 111 124  | 41 304   | Circa 50 000 Italiani vivevano nella città e dintorni: 37% della popolazione della città. |
| Castel Benito | 10 759   | 567      | Gli italiani erano circa il 5%.                                                           |
| Zanzur        | 14 408   | 289      | Gli italiani erano circa il 2%.                                                           |
| Bianchi       | 2 854    | 2 854    | Villaggio agricolo italiano fondato nel 1937 da ETL & INFPS                               |
| Giordani      | 2 300    | 2 300    | Villaggio agricolo italiano fondato nel 1938 da ETL & INFPS.                              |
| Oliveti       | 1 300    | 1 300    | Villaggio agricolo italiano fondato nel 1938 da INFPS & ETL.                              |
| Zavia         | 30 033   | 2 040    | Gli italiani erano circa il 6%.                                                           |
| Sorman        | 13 137   | 262      | Gli italiani erano oltre il 2%.                                                           |
| Sabratha      | 23 407   | 397      | Gli italiani erano l'1,7%.                                                                |
| Zuara         | 27 956   | 662      | Gli italiani erano circa il 2%.                                                           |
| Castelverde   | 6 458    | 270      | Gli italiani erano circa 4%: adesso si chiama Gasr Garabulli.                             |
| Mizda         | 1 113    | —        | Villaggio berbero.                                                                        |
| Giado         | 14 466   | 48       | Gli italiani erano lo 0,3%.                                                               |
| Nalut         | 20 471   | 126      | Gli italiani erano lo 0,6%.                                                               |

La popolazione professava per gran parte l'islamismo (sunnita e senussita) con una minoranza ebraica; il cattolicesimo era in rapida crescita per via dell'arrivo di coloni italiani. Nel 1940 vi erano oltre 70 000 cattolici, dei quali 65 000 erano italiani.

## Fonte
Guida d'Italia del TCI, Possedimenti e colonie, Milano, 1929